# Torneio Manoel dos Reis e Silva
O  Torneio Manoel dos Reis e Silva foi um torneio realizado entre 26 de janeiro e 28 de janeiro de 1971, e contou com a participação de 4 equipes. Com um regulamento simples, o campeão seria conhecido após semifinal e final. 

## Semifinal
| 26 de janeiro de 1971 | Atlético | 1 – 3 | Alianza Lima | Olímpico, Goiânia (GO) |
|                       |          |       |              |                        |

| 27 de janeiro de 1971 | Goiás | 6 – 3 | Vila Nova | Olímpico, Goiânia (GO) |
|                       |       |       |           |                        |

## Decisão do 3º lugar
| 28 de janeiro de 1971 | Atlético | 2 – 1 | Vila Nova | Olímpico, Goiânia (GO) |
|                       |          |       |           |                        |

## Final
| 28 de janeiro de 1971 | Goiás | 3 – 1 | Alianza Lima | Olímpico, Goiânia (GO) |
|                       |       |       |              |                        |

## Campeão
| Torneio Manoel dos Reis e Silva de 1971 |
| --------------------------------------- |
| Goiás Esporte Clube Campeão 1º título   |

1. ↑  http://www.futeboldegoyaz.com.br/campeonatos/torneio-manoel-dos-reis-e-silva/1971